# Список сонячних затемнень, видимих в Україні
Це список усіх сонячних затемнень, повні і часткові фази яких спостерігалися та в майбутньому будуть спостерігатися з території України.
XX століття
- Сонячне затемнення 19 червня 1936 року
- Сонячне затемнення 15 лютого 1961 року
- Сонячне затемнення 11 серпня 1999 року

XXI століття
- Сонячне затемнення 31 травня 2003 року
- Сонячне затемнення 3 жовтня 2005 року
- Сонячне затемнення 29 березня 2006 року
- Сонячне затемнення 1 серпня 2008 року
- Сонячне затемнення 15 січня 2010 року
- Сонячне затемнення 4 січня 2011 року
- Сонячне затемнення 20 березня 2015 року
- Сонячне затемнення 1 вересня 2016 року
- Сонячне затемнення 21 червня 2020 року
- Сонячне затемнення 10 червня 2021 року
- Сонячне затемнення 25 жовтня 2022 року
- Сонячне затемнення 29 березня 2025 року[1][2]
- Сонячне затемнення  12 серпня 2026 року
- Сонячне затемнення 2 серпня 2027 року
- Сонячне затемнення 1 червня 2030 року
- Сонячне затемнення 20 березня 2034 року
- Сонячне затемнення 16 січня 2037 року
- Сонячне затемнення 11 червня 2048 року
- Сонячне затемнення 12 вересня 2053 року
- Сонячне затемнення 5 листопада 2059 року
- Сонячне затемнення 30 квітня 2060 року
- Сонячне затемнення 5 лютого 2065 року
- Сонячне затемнення 21 квітня 2069 року
- Сонячне затемнення 12 вересня 2072 року
- Сонячне затемнення 27 січня 2074 року
- Сонячне затемнення 13 липня 2075 року
- Сонячне затемнення 26 листопада 2076 року
- Сонячне затемнення 1 травня 2079 року
- Сонячне затемнення 3 вересня 2081 року
- Сонячне затемнення 21 квітня 2088 року
- Сонячне затемнення 18 лютого 2091 року
- Сонячне затемнення 23 липня 2093 року

## Видимість у містах України
Ця таблиця відображає дані про видимість затемнень у містах України. Наводяться дані про відсоток затемнення в максимальній фазі та час (UTC).
| Затемнення                              | Київ      | Львів      | Одеса      | Донецьк   |
| Сонячне затемнення 31 травня 2003       | 70% 3:17  | 73% 3:18   | 66% 3:10   | 63% 3:10  |
| Сонячне затемнення 3 жовтня 2005        | 21% 9:33  | 30% 9:25   | 26% 9:36   | 16% 9:45  |
| Сонячне затемнення 29 березня 2006      | 62% 11:06 | 53% 10:59  | 74% 11:04  | 81% 11:13 |
| Сонячне затемнення 1 серпня 2008 року   | 27% 10:06 | 19% 9:56   | 18% 10:12  | 30% 10:21 |
| Сонячне затемнення 15 січня 2010        | 0.3% 6:32 | 1% 6:23    | 1% 6:24    | 0.5% 6:39 |
| Сонячне затемнення 4 січня 2011 року    | 73% 8:49  | 73% 8:38   | 69% 8:45   | 68% 8:59  |
| Сонячне затемнення 20 березня 2015 року | 52% 10:08 | 58.1% 9:58 | 43% 10:04  | 39% 10:17 |
| Сонячне затемнення 21 червня 2020       | 1.4% 5:51 | 0% 5:47    | 5% 5:45    | 8% 5:52   |
| Сонячне затемнення 10 червня 2021       | 5% 11:15  | 5% 10:59   | 0.2% 11:16 | 2% 11:33  |
| Сонячне затемнення 25 жовтня 2022       | 51% 10:36 | 42% 10:29  | 47% 10:41  | 57% 10:49 |
| Сонячне затемнення 29 березня 2025      | 0%        | 2% 11:29   | 0%         | 0%        |
| Сонячне затемнення 12 серпня 2026       | 27% 9:34  | 35% 9:26   | 39% 9:37   | 26% 9:45  |